# Église Saint Nicolas de Flüe (Corgémont)

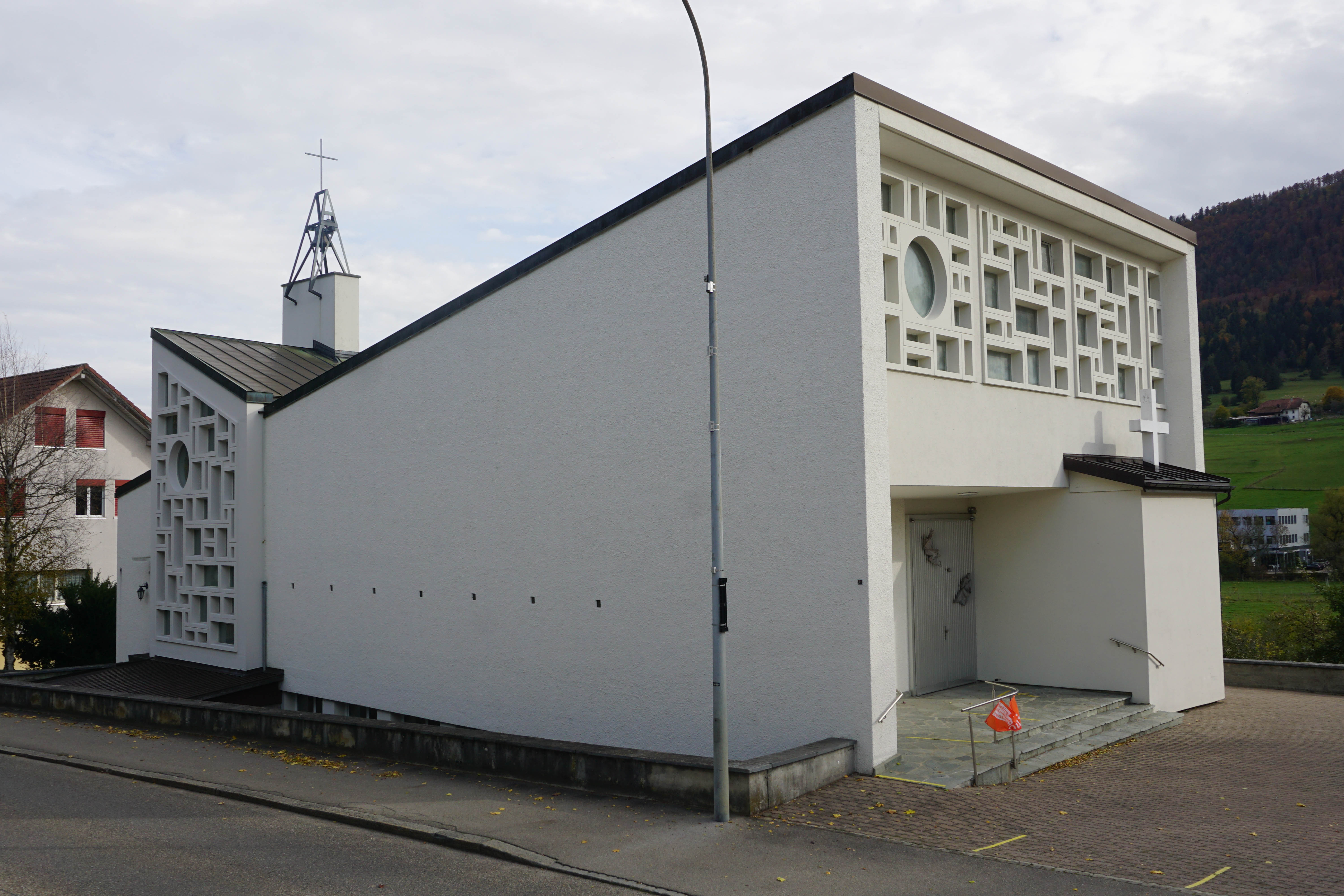
Katholische Kirche Corgémont

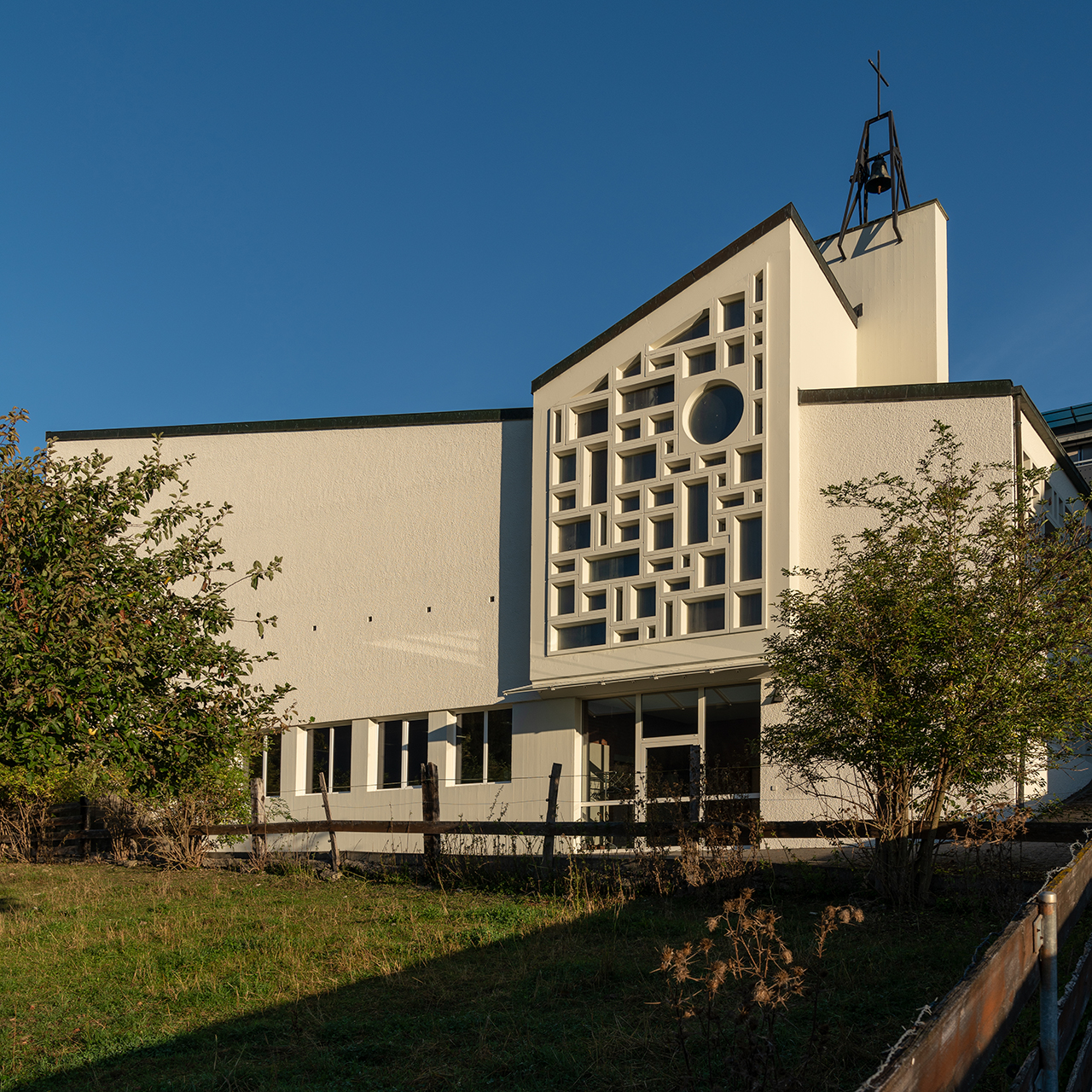
Katholische Kirche Corgémont, Südseite mit Gemeindesaal

Die Église Saint Nicolas de Flüe in Corgémont wurde 1959 als Kirche für die Katholiken von Corgémont, Sonceboz und Cortébert gebaut. Die Kirche in Corgémont ist neben der Église Saint-Martin (Martinskirche) in Saint-Imier die zweite der römisch-katholischen Pfarrei Vallon de Saint-Imier.

## Geschichte
Ab 1862 wurde erstmals nach der 1530 durchgesetzten Reformation in Corgémont die Messe gefeiert; nach dem Kulturkampf 1874 wurde sie bis 1927 erneut untersagt. Danach wurde der katholische Gottesdienst wieder eingeführt. In der Zeit des Aufbruchs in der römisch-katholischen Kirche entstand in den 1950er Jahren das Bedürfnis für eine zusätzliche Kirche im Tal der Schüss. Nach den Plänen und unter der Leitung der Architektin Jeanne Bueche aus Delémont wurde die Kirche gebaut und am 28. Juni 1959 unter dem Patronat von Bruder Klaus eingeweiht.

## Baubeschreibung
Die Kirche steht gut sichtbar an der Grand’Rue 11, mit einem trapezförmigen Grundriss, der sich zum östlichen Chor verjüngt. Die Dächer der zwei Baukörper neigen sich gegenseitig zur Mitte. Unter der Kirche befindet sich ein Gemeindesaal. Ein Glockenträger mit einer kleinen Glocke in einem Stahlrahmen steht über dem Dach des Chorhauses. Neben dem zurückgesetzten Westeingang springt rechts der Anbau des Baptisteriums vor. Darauf markiert ein freistehendes Kreuz die Existenz einer Kirche. Die sonst weiss verputzten Wände sind mit markant- und unregelmässig profilierten Betonrippen unterbrochen, hinter denen sich die Fensterfronten befinden.

### Innenraum und künstlerische Ausstattung

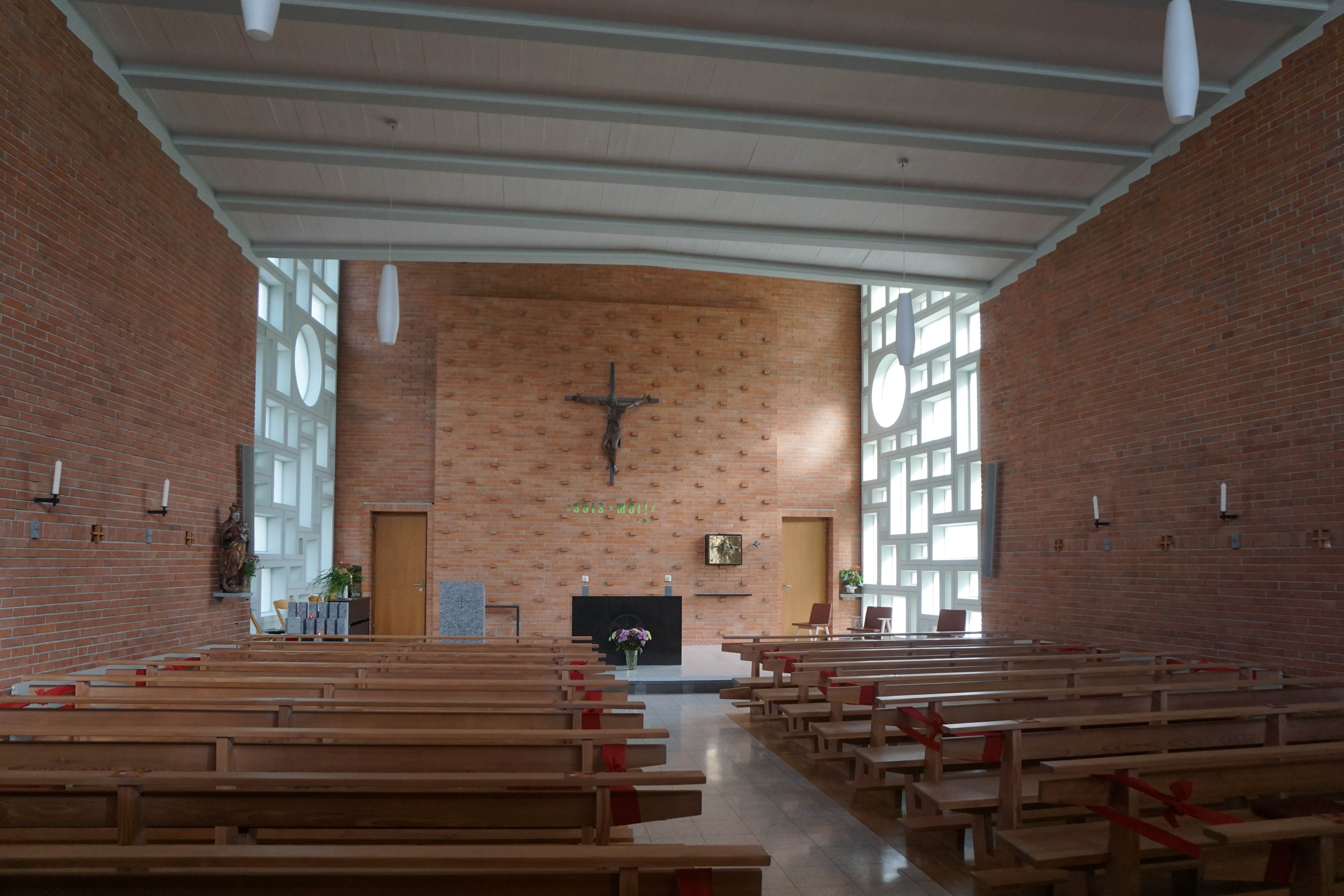
Innenraum

Die Rückwand des Chors besteht aus Ziegelsteinmauerwerk, in welcher in regelmässigem Abstand einzelne Steine dekorativ vorstehen. Die Konsekrationskreuze sind in einem durchlaufenden Band an den Seitenwänden eingemauert. Durch die beidseitigen Fenster in den Betonrippen erhält der Chorraum Tageslicht. Eine weitere Fensterfront in ähnlicher Gestaltung ist über der Empore an der Westwand. Unter der Empore befindet sich die Taufkapelle. Die Skulpturen stammen von Remo Rossi. In die Chorwand ist der mit einem goldfarbigen Relief versehene Tabernakel eingefügt. Das Kruzifix war nach dem Abriss der Fastenopferkirche in Cortébert von dort hierhergekommen, um als Zeichen der Verbundenheit in der Pfarrgemeinde zu bleiben. Der kubische Altar ist aus dunklem Granit wie der Tabernakel; der Ambo und die Kerzenständer sind aus hellem Granit gefertigt. Eine Mondsichelmadonna mit Kind, noch in unrestauriertem Zustand aus der Barockzeit, ist an der Seitenwand angebracht.